# Прапор Алтайського краю
Прапор Алтайського краю є символом Алтайського краю. Закон "Про прапор Алтайського краю" прийнято 29 червня 2000 року сесією Крайової Ради народних депутатів.

## Опис
Прапор Алтайського краю являє собою прямокутне полотнище, що має червоно-синє поле. Ліворуч на синьому полі зображене хлібне колосся, а в центрі прапора розміщений герб Алтайського краю. Співвідношення сторін прапора — 1:2.